# Мікеле Морроне
Мікеле Морроне (нар. 3 жовтня 1990, Бітонто) — італійський актор, модель, співак і модельєр. Міжнародне визнання він отримав після того, як виконав роль Массімо Торрічеллі в еротичному трилері 2020 року «365 днів» і двох його сиквелах.

## Раннє життя
Морроне народився 3 жовтня 1990 року в Бітонто, Італія. Він наймолодший із п'яти дітей, трьох старших сестер та старшого брата. Його батько працював будівельником і помер у 2003 році, коли Морроне було 12 років. Його мати, Анжела, швачка, і його батько, Натале, обидва родом із Бітонто, але переїхали до Меленьяно, коли їхні діти були маленькими, щоб знайти кращі можливості працевлаштування.
Морроне вирішив стати актором після перегляду фільму про Гаррі Поттера у віці 11 років. Він почав грати в середній школі. Морроне був залишений на другий рік навчання за погану поведінку. Потім він навчався професійній акторській майстерності в місті Павія, у театрі Фраскіні ді Павія.

## Кар'єра

### Акторство
У 2020 році Морроне став міжнародно відомим, виконавши головну роль Массімо Торрічеллі, боса мафії, в еротичному трилері «365 днів». Фільм вийшов у кінотеатрі в Польщі 7 лютого 2020 року, а згодом став доступним на Netflix 7 червня 2020 року. Він підписав трирічний контракт з продюсерською компанією і згодом знявся ще у двох сиквелах фільму. Фільм бив рекорди Netflix з моменту виходу 7 червня 2020 року.
У 2024—2025 роках зіграв головні ролі у трилерах «Непокірна Еліс» і «Служниця», екранізації роману-бестселеру Фріди Мак-Фадден.

### Музика
Морроне — професійний гітарист і співак. Грати на гітарі він навчився у віці 25 років, переглядаючи відео на YouTube. Він випустив альбом під назвою «Темна кімната», в якому є кілька пісень, які прозвучали в офіційному саундтреку «365 днів», зокрема одна з його найвідоміших пісень «Feel It», у кліпі до якої є сцени з актрисою Анною Марією Сіклуцькою (Лаура Біл) із фільму. Альбом вийшов 14 лютого 2020 року на лейблі компанії AGORA SA
Морроне приєднався до YouTube 16 січня 2020 року. Він набрав понад мільйон підписників та понад 100 мільйонів загальних переглядів на своєму каналі. Найпопулярнішим відео на його каналі є музичний кліп «Feel It», який набрав понад 20 мільйонів переглядів.

### Бренд одягу
2 серпня 2020 року компанія Морроне запустила бренд жіночого одягу для пляжного одягу AurumRoma. Морроне робить власні дизайни у співпраці з модельєром К'ярою Поллано. Компанія управляється компанією Spazio Arcó.
Морроне випустив власний парфум Feel It, який з'явився в магазинах у жовтні 2020 року.

## Особисте життя
Морроне одружився з Рубі Сааде, ліванською стилісткою, в 2014 році. Пара уклала цивільний шлюб в Італії та Лівані з церемонією на 20 гостей. Морроне став батьком у віці 23 років, має двох синів — Маркуса (2014 року народження) та Брендо (2018 року народження). Морроне і Сааде розлучилися в 2018 році, провівши разом майже вісім років. 2019 року італійський журнал Chi опублікував фотографії Морроне з італійською артисткою балету Оленою Д'Амаріо та заявив, що він зраджує Сааде. Після публікації фотографій Морроне розкрив, що вони з дружиною розлучилися.

## Фільмографія

### Фільм
| Рік  | Заголовок                | Роль               | Примітки       |
| ---- | ------------------------ | ------------------ | -------------- |
| 2017 | Хто звір                 | Петро              | Короткий фільм |
| 2018 | L'ultimo giorno del toro | Н/Д                |                |
| 2019 | Бар Джузеппе             | Луїджі             |                |
| 2020 | 365 днів                 | Массімо Торрічеллі |                |
| 2022 | 365 днів: Цей день       | Массімо Торрічеллі |                |
| 2022 | Дуетто                   | Марчелло Б'янкіні  |                |
| 2022 | Наступні 365 днів        | Массімо Торрічеллі |                |
| 2024 | Непокірна Еліс           | Нік                |                |
| 2024 | Ще одна проста послуга   | Данте Версано      |                |
| 2025 | Служниця                 | Енцо               |                |

### Телебачення
| Рік      | Заголовок                 | Роль              | Примітки                    |
| -------- | ------------------------- | ----------------- | --------------------------- |
| 2015 рік | Provaci ancora prof!      | Бруно Сацці       | Епізод: «Passioni sprecate» |
| 2016 рік | Ballando con le stelle 11 | Танці із зірками  | Ekaterina Vaganova          |
| 2017 рік | Сірена                    | Арес, він же Геге | серіал                      |
| 2018 рік | Рената Фонте              | Марчелло Ми       | Телевізійний фільм          |
| 2019 р   | Медічі                    | Капітан корабля   | 2 серії                     |
| 2019 р   | Судовий процес            | Клаудіо Каваллері | 8 серій                     |